# Taphrinomycetes
Classe
Les Taphrinomycetes forment une classe de champignons Ascomycetes qui parasitent de nombreux végétaux.

## Liste des sous-classes
Selon ITIS (20 novembre 2014) :
- sous-classe Taphrinomycetidae

## Liste des ordres, familles, genres et espèces
Selon NCBI (20 novembre 2014) :
- ordre Taphrinales
  - famille Protomycetaceae
    - genre Protomyces
      - Protomyces gravidus
      - Protomyces inouyei
      - Protomyces inundatus
      - Protomyces lactucaedebilis
      - Protomyces macrosporus
      - Protomyces pachydermus

  - famille Taphrinaceae
    - genre Taphrina
      - Taphrina alni
      - Taphrina amentorum
      - Taphrina americana
      - Taphrina betulina
      - Taphrina bullata
      - Taphrina caerulescens
      - Taphrina californica
      - Taphrina carnea
      - Taphrina carpini
      - Taphrina communis
      - Taphrina confusa
      - Taphrina dearnessii
      - Taphrina deformans
      - Taphrina epiphylla
      - Taphrina farlowii
      - Taphrina flavorubra
      - Taphrina insititiae
      - Taphrina johansonii
      - Taphrina kruchii
      - Taphrina letifera
      - Taphrina maculans
      - Taphrina mirabilis
      - Taphrina mume
      - Taphrina nana
      - Taphrina padi
      - Taphrina polystichi
      - Taphrina populi-salicis
      - Taphrina populina
      - Taphrina pruni
      - Taphrina pruni-subcordatae
      - Taphrina purpurascens
      - Taphrina rhizophora
      - Taphrina robinsoniana
      - Taphrina sacchari
      - Taphrina sadebeckii
      - Taphrina tormentillae
      - Taphrina tosquinetii
      - Taphrina ulmi
      - Taphrina vestergrenii
      - Taphrina virginica
      - Taphrina wiesneri

    - non-classé mitosporic Taphrina
      - genre Lalaria
        - Lalaria arrabidae
        - Lalaria inositophila
        - Lalaria kurtzmanii
        - Lalaria veronaerambellii